# Arcidiocesi di Teheran-Ispahan
L'arcidiocesi di Teheran-Ispahan (in latino Archidioecesis Teheranensis-Hispahanensis Latinorum) è una sede della Chiesa cattolica in Iran immediatamente soggetta alla Santa Sede. Nel 2022 contava 62.000 battezzati. È retta dall'arcivescovo cardinale Dominique Joseph Mathieu, O.F.M.Conv.

## Territorio
L'arcidiocesi comprende tutti i fedeli di rito latino che vivono in Iran.
Sede arcivescovile è la città di Teheran, dove si trova la cattedrale della Consolata, che è nell'ambito dell'ambasciata italiana. A Isfahan invece è presente solo una piccola chiesa, non officiata.
Il territorio è suddiviso in 5 parrocchie.

## Storia
La prima missione latina in Persia fu opera dei missionari domenicani e francescani, che, inviati da papa Innocenzo IV nel 1246 in missione in Mongolia, si fermarono nel nord della Persia: nel 1318 fu eretta la sede metropolitana di Soltania, con sei diocesi suffraganee. Il primo arcivescovo fu il domenicano Francesco da Perugia. L'invasione di Tamerlano pose fine nel 1380 a questo primo tentativo dei missionari latini.
Una nuova missione fu istituita quando il re spagnolo Filippo III inviò una delegazione al re persiano Abbas I, che si mostrò tollerante verso la religione cristiana. Nel 1602, al seguito del legato spagnolo, arrivarono in Persia i primi missionari. Nel 1608 papa Clemente VIII inviò nella regione i carmelitani scalzi che aprirono una chiesa a Ispahan. Nel 1628 arrivarono i cappuccini e in Georgia (allora sottomessa al regno safavide) i teatini.
In seguito a questi fausti inizi, la Santa Sede istituì la diocesi di Ispahan, eretta il 12 ottobre 1629. Ispahan era la capitale dell'impero safavide. Accordi commerciali tra il re francese Luigi XIV e le autorità safavidi (1708 e 1715), che implicavano la libertà di esercizio della religione in Persia, migliorarono di molto le condizioni dei cattolici nel Paese: questo portò ad un aumento del loro numero, dovuto soprattutto all'arrivo di mercanti europei, e alla costruzione di chiese e scuole. La maggior parte dei convertiti al cristianesimo erano armeni, che durante il periodo safavide erano stati deportati in Persia. Nella seconda metà del XVII secolo giunsero nel Paese i gesuiti (1652) e i domenicani (1695).
La fine della dinastia safavide verso la metà del XVIII secolo portò ad un graduale crollo del cristianesimo in Persia. Sempre più difficile si fece il lavoro dei missionari e dei vescovi, che furono privati della cattedrale e della residenza a Ispahan, e per questo costretti a risiedere nel convento carmelitano di Nor Jowla. L'ultimo amministratore apostolico, Giovanni d'Aruthiun, un armeno di rito latino, fuggì a Baghdad con i fedeli superstiti nel 1789. I dispacci dell'epoca comunicarono a Roma che « la missione di Persia per l'oppressione di quel tirannico governo è ridotta al numero di soli sette cattolici, mentre gli altri sono tutti fuggiti o morti... ». Tutte le missioni cattoliche dei gesuiti, dei domenicani e dei carmelitani andarono distrutte.
All'inizio del XIX secolo la diocesi fu affidata, in qualità di amministratori apostolici, ai vescovi della sede di Baghdad: in quest'epoca i cattolici latini nel Paese sono ridotti ad un numero esiguo, circa 200 fedeli con un solo prete.
Quando fu eretta la delegazione apostolica della Persia (1874), la diocesi di Ispahan fu separata da quella di Baghdad, e per un breve periodo i delegati apostolici, che risiedevano a Urmia, assunsero anche il titolo di amministratori apostolici della diocesi.
Il 1º luglio 1910 fu elevata al rango di arcidiocesi ed affidata al lazzarista Jacques-Emile Sontag, che trasferì la sede a Urmia. Il 27 luglio 1918 Sontag venne fucilato dalle truppe ottomane, che all'inizio della grande guerra avevano invaso la Persia ed ucciso migliaia di cristiani. Prima dell'arrivo dei turchi l'arcidiocesi contava 74 preti, 62 chiese, 62 scuole e 2 seminari.
Dopo la morte di Sontag la sede non ebbe più vescovi residenti e fu affidata dapprima a missionari locali e poi dal 1934 ai delegati apostolici della Persia (internunzi dopo la seconda guerra mondiale).
Nel 1974 fu nominato un nuovo arcivescovo, Kevin William Barden, che trasferì la sede da Urmia a Teheran. In seguito, a causa della rivoluzione islamica, la sede arcivescovile rimase vacante per alcuni anni, e solo nel 1989 poté essere nominato un nuovo arcivescovo.
L'8 gennaio 2021 ha assunto l'odierna denominazione.

## Cronotassi dei vescovi
Si omettono i periodi di sede vacante non superiori ai 2 anni o non storicamente accertati.
- Giovanni Taddeo di Sant'Eliseo, O.C.D. † (6 settembre 1632 - 5 settembre 1633 deceduto)[7]
- Timoteo Pérez Vargas, O.C.D. † (5 settembre 1633 succeduto - 23 dicembre 1639 nominato vescovo titolare di Listra)[8]
  - Sede unita a Baghdad (1639-1693)
- Elias Mutton (Elia di Sant'Alberto), O.C.D. † (26 ottobre 1693 - 3 novembre 1708 deceduto)[9]
  - Sede vacante (1708-1716)
- Giovanni Battista Fedele (Barnaba da Milano), O.P. † (8 giugno 1716 - 8 gennaio 1731 deceduto)[10]
- Camillo Apollonio Malachisi (Filippo Maria di Sant'Agostino), O.C.D. † (11 agosto 1732 - 13 agosto 1749 deceduto)
- Marco Antonio Piacentini (Sebastiano di Santa Margherita), O.C.D. † (15 marzo 1751 - 22 giugno 1755 deceduto)
  - Sede vacante (1755-1758)
- Giuseppe Reina (Cornelio di San Giuseppe), O.C.D. † (2 ottobre 1758 - maggio 1797 deceduto)[11]
  - Giovanni Battista de Bernardis † (20 novembre 1772 - circa 1775 deceduto) (amministratore apostolico)
  - Giovanni d'Aruthiun † (8 giugno 1776 - 1789) (amministratore apostolico)
  - Sede unita a Baghdad (1789-1874)
  - Augustin-Pierre Cluzel, C.M. † (30 marzo 1874 - 12 agosto 1882 deceduto) (amministratore apostolico)
  - Jacques-Hector Thomas, C.M. † (4 maggio 1883 - 9 settembre 1890 dimesso) (amministratore apostolico)
  - Hilarion-Joseph Montéty, C.M. † (13 febbraio 1891 - 1896 dimesso) (amministratore apostolico)
  - François Lesné, C.M. † (20 aprile 1896 - 11 febbraio 1910 deceduto) (amministratore apostolico)
- Jacques-Emile Sontag, C.M. † (13 luglio 1910 - 27 luglio 1918 deceduto)
  - Agostino Dolci † (settembre 1918 - ?) (amministratore apostolico)
  - Giuseppe Ludovico di Gesù, O.C.D. † (11 febbraio 1922 - 1934 ?) (amministratore apostolico)
  - Sede amministrata dai delegati apostolici e dagli internunzi apostolici (1934-1974)
- Kevin William Barden, O.P. † (30 maggio 1974 - 12 agosto 1982 ritirato)
  - Sede vacante (1982-1989)
- Ignazio Bedini, S.D.B. (2 dicembre 1989 - 20 gennaio 2015 ritirato)
  - Sede vacante (2015-2021)[12]
- Dominique Joseph Mathieu, O.F.M.Conv., dall'8 gennaio 2021

## Statistiche
L'arcidiocesi nel 2019 contava 6.000 battezzati.
| anno | popolazione | popolazione | popolazione | presbiteri | presbiteri | presbiteri | presbiteri                | diaconi | religiosi | religiosi | parrocchie |
| anno | battezzati  | totale      | %           | numero     | secolari   | regolari   | battezzati per presbitero | diaconi | uomini    | donne     | parrocchie |
| ---- | ----------- | ----------- | ----------- | ---------- | ---------- | ---------- | ------------------------- | ------- | --------- | --------- | ---------- |
| 1949 | 2.000       | 15.000.000  | 0,0         | 23         |            | 23         | 86                        |         | 26        |           | 6          |
| 1970 | 4.500       | 26.000.000  | 0,0         | 28         |            | 28         | 160                       |         | 38        | 24        | 4          |
| 1980 | 4.000       | ?           | 0,0         | 29         | 2          | 27         | 137                       | 1       | 29        | 34        | 8          |
| 1990 | 2.000       | ?           | 0,0         | 8          |            | 8          | 250                       |         | 8         | 12        | 6          |
| 1999 | 4.000       | ?           | 0,0         | 5          |            | 5          | 800                       |         | 6         |           | 6          |
| 2000 | 14.000      | ?           | 0,0         | 6          |            | 6          | 2.333                     |         | 8         |           | 6          |
| 2001 | 10.000      | ?           | 0,0         | 6          |            | 6          | 1.666                     |         | 8         |           | 6          |
| 2002 | 10.000      | ?           | 0,0         | 6          |            | 6          | 1.666                     |         | 6         |           | 6          |
| 2003 | 10.000      | ?           | 0,0         | 6          |            | 6          | 1.666                     |         | 6         | 12        | 6          |
| 2004 | 10.000      | ?           | 0,0         | 6          |            | 6          | 1.666                     |         | 6         | 12        | 6          |
| 2005 | 10.000      | ?           | 0,0         | 5          |            | 5          | 2.000                     |         | 5         | 13        | 6          |
| 2013 | 2.000       | ?           | 0,0         | 6          |            | 6          | 333                       |         | 6         | 7         | 6          |
| 2016 | 2.000       | ?           | 0,0         | 3          |            | 3          | 666                       |         | 3         | 5         | 3          |
| 2019 | 6.000       | ?           | 0,0         | 2          |            | 2          | 3.000                     |         | 3         | 5         | 6          |
| 2022 | 62.000      | ?           | 0,0         |            |            |            |                           |         |           | 5         | 5          |